# La última seducción (película de 1994)
La última seducción es una película Neo-noir, dramática y  thriller estadounidense de 1994, dirigida por John Dahl y protagonizada por Linda Fiorentino, Peter Berg y Bill Pullman. La actuación de Fiorentino generó rumores de una posible nominación al Premio Oscar, pero la película fue descalificada debido a que se mostró en televisión antes de su estreno en cines.
La película fue producida por ITC Entertainment Group y distribuido por October Films en EUA y por Alta Films en España.
En 1999 se estrenó una secuela “La última seducción II”, sin la participación de ninguno de los actores principales de la primera entrega y dirigida por Terry Marcel.

## Argumento
Bridget Gregory trabaja como gerente de telemarketing en la ciudad de Nueva York. Su esposo, Clay, es un médico que está muy endeudado con un usurero. Clay organiza la venta de cocaína farmacéutica robada a dos traficantes de drogas. La transacción se pone tensa cuando los compradores sacan un arma, pero para sorpresa de Clay, finalmente le pagan $700,000. Clay queda conmocionado y, al regresar a casa, abofetea a Bridget después de que ella lo insulta. Luego, ella huye del apartamento con el dinero mientras él está en la ducha.
En su camino a Chicago, Bridget se detiene en Beston, un pequeño pueblo cerca de Búfalo. Allí conoce a Mike Swale, un hombre local que acaba de regresar de un matrimonio relámpago en Búfalo del que se niega a hablar. Intenta ligar con Bridget, y ella procede a usarlo únicamente para gratificación sexual durante su estadía en el pueblo. Hábil en juegos de palabras y escritura especular, y con la intención de regresar pronto a su ciudad natal, Bridget cambia su nombre a Wendy Kroy (una inversión de 'New York') y consigue un trabajo en la compañía de seguros donde, coincidentemente, trabaja Mike. Su relación se ve tensada por el comportamiento manipulador de ella y el hecho de que él se está enamorando de ella.
Cuando Mike le cuenta cómo descubrir si un hombre está engañando a su esposa leyendo sus informes de crédito, Bridget idea un plan basado en vender asesinatos a esposas engañadas. Sugiere que comiencen con Lance Collier, un esposo infiel y golpeador que reside en Florida. Esto resulta ser la gota que colma el vaso para Mike, y la deja sola en su casa después de una discusión. Mientras tanto, el usurero le rompe el pulgar a Clay por no pagar su deuda. Temiendo por su salud y en graves apuros financieros, Clay contrata a un detective privado, Harlan, para recuperar el dinero de su esposa.
Harlan rastrea el código de área de su teléfono, viaja a Beston y confronta a Bridget a punta de pistola justo después de su discusión con Mike. Bridget choca su coche deliberadamente después de engañar a Harlan para que se quite el cinturón de seguridad, lo que resulta en su muerte. Debido a que Harlan era negro, Bridget utiliza los prejuicios raciales locales para persuadir a la policía de que cierre el caso sin más investigación. Luego, Bridget reanuda su manipulación de Mike y finge viajar a Florida para matar a Collier. En cambio, va a Búfalo para encontrarse con Trish, la exesposa de Mike. Al regresar, Bridget le muestra a Mike el dinero que robó de Clay, alegando que es su parte del pago del seguro de vida de la nueva viuda.
Bridget afirma haberlo hecho para que puedan vivir juntos y luego trata de persuadirlo de que también debe cometer un asesinato similar para que estén a mano y para demostrarle que lo ama. Intenta convencer a Mike de que mate a un abogado fiscal en la ciudad de Nueva York que está engañando a ancianas para quitarles sus hogares. Al principio, él se niega, pero luego acepta después de recibir una carta de Trish diciendo que se mudará a Beston. La carta fue falsificada por Bridget para hacerle cambiar de opinión.
Mike va a Nueva York y entra en el apartamento del supuesto abogado, que resulta ser Clay. Después de esposar a Clay, este se da cuenta de lo que está pasando cuando Mike menciona el alias de Bridget y lo convence de la verdad mostrándole una foto de él y Bridget juntos. Luego, elaboran un plan para engañarla. Bridget llega, y el inmovilizado Clay – quien ha sido lo suficientemente astuto para predecir la mayoría de las acciones de Bridget pero no entiende su sociopatía – intenta reconciliarse con ella. En cambio, ella le vacía una botella de gas pimienta en la garganta, matándolo. Le dice a un Mike atónito que la viole. Cuando él se niega, ella le dice que sabe la verdad sobre Trish, quien es transgénero, y lo provoca llamándolo un insulto homofóbico. Esto hace que Mike tenga sexo brusco con ella.
Sin que Mike lo sepa, Bridget ha marcado el 9-1-1, y lo induce a "confesar" el asesinato de Clay como parte del juego de roles. Mike es arrestado y encarcelado por violación y asesinato, mientras que Bridget escapa con el dinero que robó de Clay y con su póliza de seguro de vida. Más tarde, después de haber comenzado un nuevo estilo de vida considerablemente más acomodado, Bridget destruye con calma la única evidencia que la vincula con la muerte de Clay mientras la llevan en coche con chófer por la ciudad de Nueva York.

## Elenco
- Linda Fiorentino como Bridget Gregory.
- Peter Berg como Mike Swale.
- Bill Pullman como Clay Gregory.
- Bill Nunn como Harlan.
- J. T. Walsh como Frank Griffith.

## Premios y nominaciones
- 1994: Nominada Premios BAFTA: Mejor actriz (Linda Fiorentino)
- 1994: Círculo de Críticos de Nueva York: Mejor actriz (Linda Fiorentino)
- 1994: Asociación de Críticos de Los Ángeles: Premio nueva generación (John Dahl)

## Críticas
- Interesante thriller que revitalizó tanto el cine negro como el personaje de Femme fatale - FilmAffinity
- Relato duro e intenso donde brilla la protagonista - Antonio Albert de Cinemanía